# Cantone di Royan-Est
Il Cantone di Royan-Est era una divisione amministrativa dell'Arrondissement di Rochefort.
A seguito della riforma approvata con decreto del 27 febbraio 2014, che ha avuto attuazione dopo le elezioni dipartimentali del 2015, è stato soppresso.

## Composizione
Comprendeva parte della città di Royan e il comune di Saint-Georges-de-Didonne.